# 이낵세시블섬

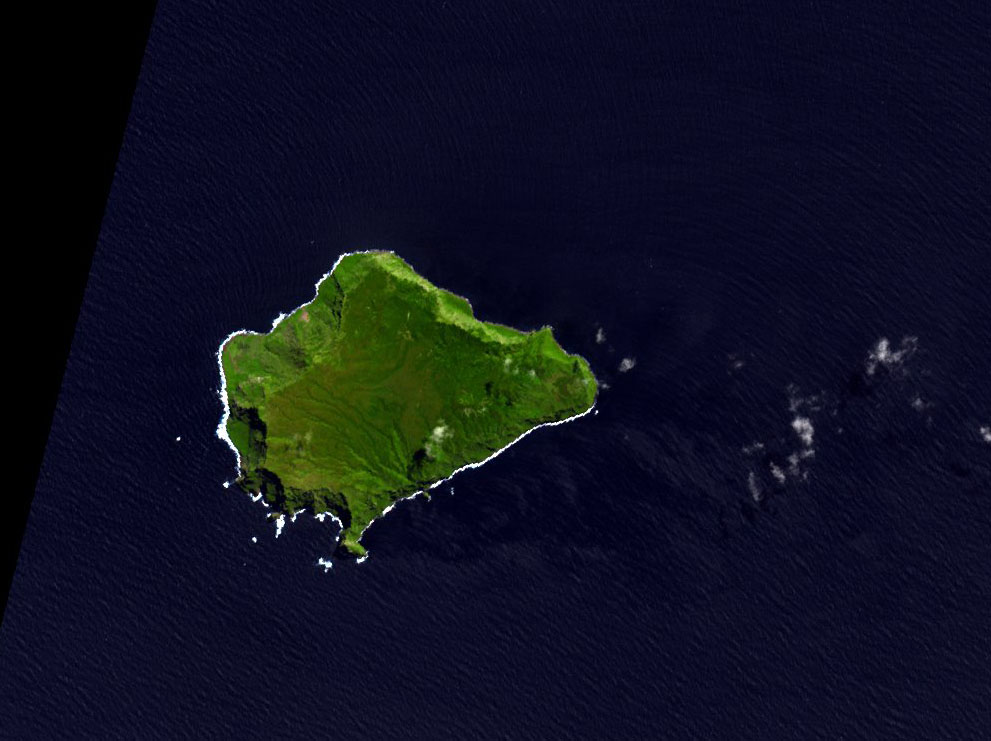

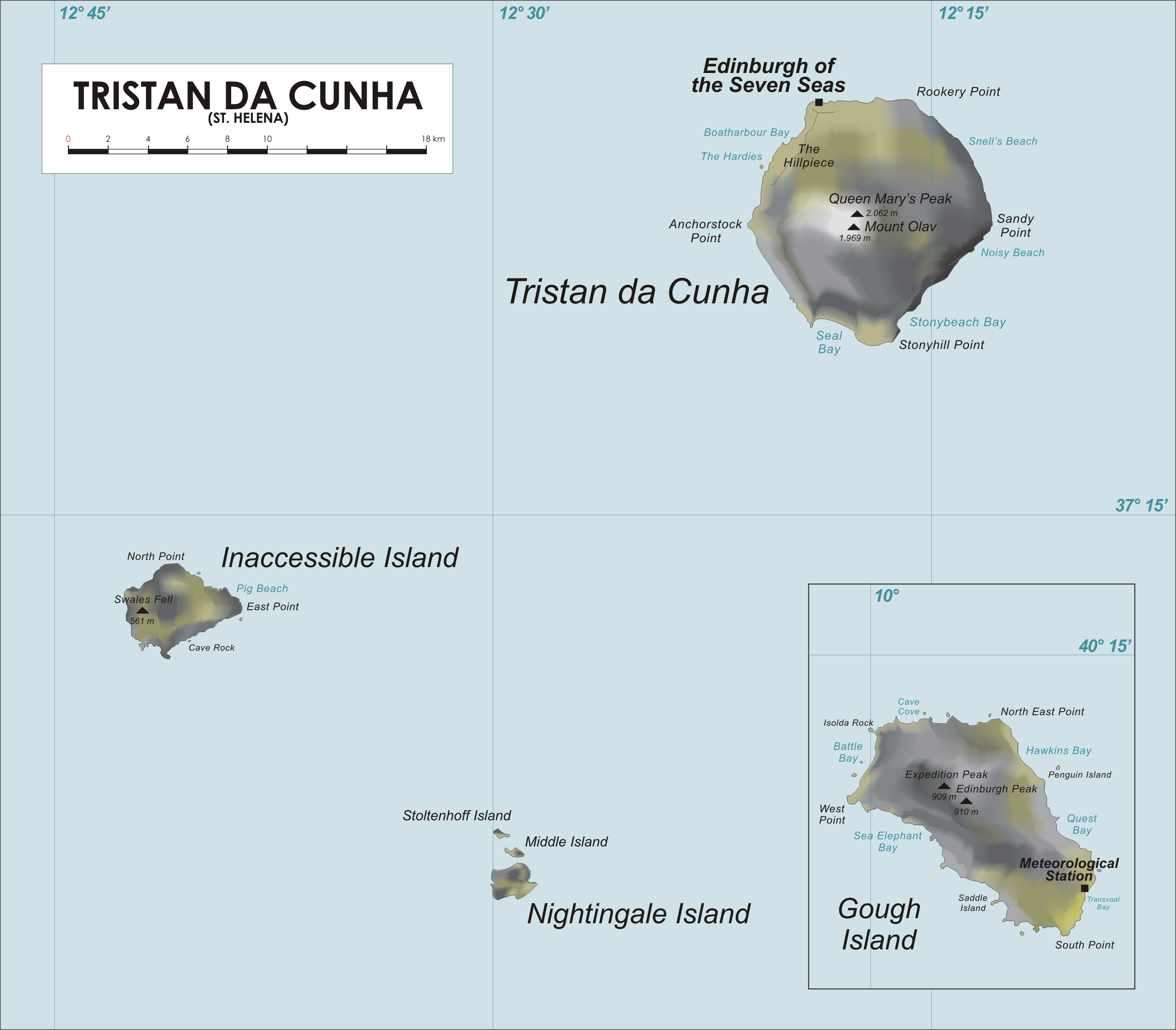
이낵세시블섬의 위치

이낵세시블섬(Inaccessible Island)은 449미터 높이의 사화산이다. 이 섬의 면적은 12.65제곱킬로미터이다. 섬의 영어 이름 자체를 해석하면 "접근할 수 없는 섬"이다.
이낵세시블섬은 세인트헬레나 어센션 트리스탄다쿠냐라는 이름의 영국의 해외 영토의 일부인 트리스탄다쿠냐 제도의 일부이다. 트리스탄다쿠냐  그 자체는 바다를 통해 남아프리카 케이프타운에서 7일 간 요트를 통해서만 접근이 가능하며 이낵세시블섬의 항구는 한 해 중 며칠 동안만 접근을 허용한다. 이 섬으로의 접근은 지역 정부 오피스를 통해 허가를 받아야 한다.

## 역사
이낵세시블섬은 1656년 1월 Jan Jacobszoon의 지휘 하에 네덜란드의 선박 t Nachtglas호의 여행 중에 발견되었다.